# Edward Glover (Psychoanalytiker)
Edward George Glover (* 13. Januar 1888 in Lesmahagow (Lanarkshire); † 16. August 1972 in London) war ein britischer Arzt und Psychoanalytiker. Er studierte zunächst Medizin und Chirurgie. Durch seinen älteren Bruder James Glover (1882–1926) kam er mit der Psychoanalyse in Kontakt. Beide Brüder hatten in Berlin bei Karl Abraham eine Psychoanalyse absolviert.
Zu den nachhaltigsten Errungenschaften von Glover an der Schnittstelle von Psychotherapie und Kriminologie zählen neben seiner klinischen Arbeit und umfangreichen Veröffentlichungen seine Rollen als Mitbegründer der Psychopathic Clinic (1937 in Portman Clinic umbenannt), des Institute for the Study and Treatment of Delinquency sowie der British Society of Criminology. Darüber hinaus war er Mitbegründer und bis zu seinem Tod Mitherausgeber des British Journal of Criminology.

## Leben und Wirken
Glover war der dritte Sohn eines Landschulmeisters, Matthew Glover, der von sich als einen bekennenden darwinistischen Agnostiker sprach. Seine Mutter war Elizabeth Shanks Glover, sie wurde von ihrem Onkel, einem Priester der reformierten presbyterianischen Kirche streng religiös erzogen.
Seine persönlichen Beziehungen waren vielfach mit Verlust und Abschiednehmen verbunden. So starb sein älterer Bruder im Alter von sechs Jahren, als Edward gerade vier Jahre alt war, und James, sein vielbewunderter älterer Bruder, starb in den 30er Jahren. Seine erste Frau verstarb zusammen mit ihrem Kind bei der Geburt. Aus seiner zweiten Ehe, im Jahre 1924 geschlossen, hatte er eine Tochter mit Down-Syndrom, die Glover und seine Frau viele Jahre zu Hause betreuten.
Glover trat im Alter von sechzehn Jahren in die medizinische Fakultät in Glasgow ein und schloss sie mit Auszeichnung mit einundzwanzig Jahren ab. Während seiner Studienzeit, stand er der sozialistischen Politik nahe und trat für Keir Hardie ein. Es folgten mehrere Jahre Tätigkeit in der akademischen Medizin, zunächst in Glasgow im Bereich für Pädiatrie und dann in der Pulmonologie in London. Mit dem Ausbruch des Ersten Weltkriegs wurde er zum medizinischen Superintendenten eines Sanatoriums zur Behandlung früher Thoraxkrankheiten in Birmingham ernannt.
Zwischen 1924 und 1939 veröffentlichte Glover sein erstes Buch sowie achtzehn weitere Artikel zu psychoanalytischen Themen, etwa die von „Notes on Oral Character“  über „The Screening Function of Traumatic Memories“ zu „A Note on Idealisation“ reichten.
Glover scheute keine Auseinandersetzung, äußerte er sich zu den vielfältige psychoanalytischen Kontroversen der ersten Jahrzehnte und versuchte einen „reinen Freudianismus“ zu fördern.
In den frühen 1920er Jahren, fürchtete Karl Abraham, dass Sándor Ferenczi und Otto Rank in einem Akt der „wissenschaftlichen Regression“ die psychoanalytische Theorie beeinträchtigten könnten. Sowohl Ernest Jones und die Brüder Edward und James Glover stimmten Abrahams Einschätzung zu.
Im Hinblick auf die Frage der „Laienanalytiker“ (nichtärztliche Psychoanalytiker, siehe hierzu Sigmund Freud (1926) „Die Frage der Laienanalyse“) trat er in den späten 1920er Jahren, als Freud eine Minderheit zur Unterstützung der Laienanalyse aufstellte, zusammen mit John Rickman, für die Laienanalyse ein. Unter der Voraussetzung, dass diejenigen die Analysen durchführten, sich an die theoretischen Therapiekonzepte hielten. Lediglich die Diagnostik sollte medizinisch qualifizierten Personen überlassen bleiben.
Glover arbeitete mit Ernest Jones in der British Medical Association zusammen, um die sogenannte „Psycho-Analytical Charter“ zu erhalten.
In den dreißiger Jahren stellte sich Glover zunehmend gegen die Innovationen und den Einfluss von Melanie Klein, deren Auseinandersetzungen in den Controversial Discussions ab 1934 einen Höhepunkt innerhalb der British Psychoanalytical Society fanden, die zu diesem Zeitpunkt unter der Führung von Glover als dem wissenschaftlichen Sekretär der British Society stattfanden. In dem 1933 erschienenen Aufsatz Zur Ätiologie der Sucht hatte sich Glover noch positiv über den Ansatz von Melanie Klein geäußert, dass Aggressionen bereits im ersten Lebensjahr der Angstbewältigung beim Kleinkind dienen können, ebenso wie später die Sucht, der somit auch die Funktion zukommen kann, sadistische Impulse abzuwehren. Am 3. März 1944 trat Edward Glover aus der British Psychoanalytical Society aus, weil er starke Meinungsverschiedenheiten mit den Kleinianern hatte, die er als unlösbar ansah. Melitta Schmideberg, die Tochter Melanie Kleins, suchte zunehmend ihre Unabhängigkeit von ihrer Mutter. Ende des Sommers 1934 formulierte ihre Tochter in einem Brief ihr Bedürfnis sich aus dem Zustand einer neurotischen Abhängigkeit zu ihrer Mutter zu lösen. Ausdruck war hierzu auch, dass sie eine Lehranalyse bei Edward Glover, einem Kontrahenten von Melanie Klein, begann. Zuvor war sie bei Ella Freeman Sharpe in der Analyse gewesen. Zum Ende des Jahres 1933, während ihrer Analyse, starteten Melitta Schmideberg und ihr Analytiker Edward Glover in der British Psychoanalytical Society eine Kampagne gegen ihre Mutter.
In den folgenden zehn Jahren wandte Glover sich mit seiner Kritik von Klein ab und zunehmend auf die Analytische Psychologie des Carl Gustav Jungs zu. In seinem Werk „Freud oder Jung?“ (1956) trat er für die freudianisch geprägte Psychoanalyse ein.
In den 1960er Jahren erregte Glover den Zorn von Jacques Lacan durch seinen Angriff auf Franz Alexanders Konzept der korrigierenden emotionalen Erfahrung.

## Publikationen (Auswahl)
- War, Sadism and Pacifism: Three Essays. G. Allen & Unwin, London 1933.
- Zur Ätiologie der Sucht. In: Internationale Zeitschrift für Psychoanalyse. Band XIX, Nr. 1/2, 1933, S. 170–197 (archive.org [abgerufen am 30. Juli 2022]).
- Unbewußte Wünsche im Alltagsleben, in: Psychoanalytische Bewegung, Band V, 1933, Heft 6, S. 485–500.[9]
- Das Problem der Zwangsneurose. Eine entwicklungsgeschichtliche Studie, in: Internationale Zeitschrift für Psychoanalyse, Band XXI, 1935, Heft 2, S. 235–248.[10]
- Medizinische Psychologie oder akademische (normale) Psychologie: ein Problem der Orientierung, in: Imago. Zeitschrift für psychoanalytische Psychologie ihre Grenzgebiete und Anwendungen, Band XXII 1936, Heft 1, S. 40–60.[11]
- Die Grundlagen der therapeutischen Resultate, in: Internationale Zeitschrift für Psychoanalyse, Band XXIII, 1937, Heft 1, S. 42–49.[12]
- War, Sadism and Pacifism. Further essays on group psychology and war. G. Allen & Unwin, London 1947.
- Freud or Jung? Meridian Books, New York 1957
- Psycho-Analysis. Roberts Press, 2007, ISBN 1-4067-4733-5